# Fetzen-Seenadel
Die Fetzen-Seenadel (Haliichthys taeniophorus), auch Bänder-Fetzenfisch, Bänder-Nadelpferdchen oder Bänder-Seenadel genannt, ist eine Seenadelart, die an der Küste Neuguineas, in der Torres-Straße und an der Küste des nördlichen Australien von Shark Bay über Darwin bis zum nördlichen Queensland vorkommt. Die Fetzen-Seenadel lebt in Tiefen bis 16 Metern in pflanzenbewachsenen Bereichen und offenen Regionen wie Gezeitenkanälen. Tiefer lebt sie auch auf offenen Weichböden.

## Merkmale
Die Fische werden mindestens 30 Zentimeter lang und sind farblich sehr variabel. Der Körper von im flachen Wasser gefangener Fische ist grüngelb, der von in tieferen Zonen lebenden Tieren ist braun bis rötlich und zeigt ein Fleckenmuster. Er wird durch zahlreiche, vielfach geteilte, blattartige Hautanhänge getarnt. Die Schnauze ist lang und pipettenartig.

## Entdeckung
Die Art wurde schon 1859 durch den britischen Zoologen John Edward Gray beschrieben, war aber nur durch tote Exemplare aus Trawlerfängen bekannt. Erst in der zweiten Hälfte des 20. Jahrhunderts berichteten Perlentaucher, dass sie an der nordwestaustralischen Küste in der Nähe von Broome einen Fetzenfisch, der bisher nur von der südaustralischen Küste bekannt war, gesehen haben. Genauere Untersuchungen ergaben, dass es sich um die schon bekannte Seenadelart handelte. Bei den mit Netzen gefangenen Exemplaren sind die charakteristischen Hautfetzen immer abgerissen.

## Äußere Systematik
Haliichthys wird von Kuiter zusammen mit den Fetzenfischen und den Gattungen Solegnathus und Syngnathoides in die Unterfamilie Solegnathinae gestellt. Wilson & Rouse wiesen jedoch nach, dass Haliichthys nicht näher mit den beiden Fetzenfischarten verwandt ist und die ähnliche Tarnung durch blattähnliche Hautanhängsel unabhängig voneinander zweimal entstanden sein muss. Haliichthys ist die Schwestergruppe einer großen Klade, die die Seepferdchen (Hippocampus), Hippichthys, Syngnathus und wahrscheinlich die Zwerg-Nadelpferdchen (Acentronurinae) umfasst.